# Citharexylum glabrum
Citharexylum glabrum là một loài thực vật có hoa trong họ Cỏ roi ngựa. Loài này được (S.Watson) Greenm. mô tả khoa học đầu tiên năm 1897.